# Notarcha muscerdalis
Notarcha muscerdalis là một loài bướm đêm trong họ Crambidae.